# Linfoma ocular
El linfoma ocular es uno de los tipos de cáncer que pueden afectar al ojo. Existen dos variedades: El linforma ocular primario y linfoma ocular secundario o metastásico.

## Linfoma ocular primario
Es un tumor maligno perteneciente al grupo de los linfomas que afectan inicialmente al ojo. El linfoma intraocular primario es en realidad una variante del linfoma primario del sistema nervioso central. Suele afectar simultáneamente a los 2 ojos, aunque de manera asimétrica. Se manifiesta generalmente como una uveitis (inflamación de la uvea).

## Linfoma ocular secundario
Es la manifestación ocular de un linfoma que se ha originado primitivamente en otro órgano y se ha extendido posteriormente al ojo. Afecta a la región de la uvea. En el 40% de los casos las manifestaciones oculares constituyen el primer síntoma de la enfermedad.